# Basiliek van de Heilige Kruisverheffing (Raalte)
De Basiliek van de heilige Kruisverheffing aan de Kerkstraat in de Nederlandse plaats Raalte (provincie Overijssel) is een rooms-katholieke basiliek in neogotische stijl. De H. Kruisverheffing is in de jaren 1891-1892 gebouwd naar ontwerp van Alfred Tepe. Hij ontwierp een driebeukige hallenkerk met toren, sterk gelijkend op de Sint-Nicolaasbasiliek te IJsselstein en net als die kerk beïnvloed door de St. Lamberti in Münster. De inrichting werd verzorgd door leden van het St. Bernulphusgilde. De kosten voor de bouw van de kerk, die in eigen beheer werd uitgevoerd, bedroegen 148.284,84½ gulden.
De kerk werd op 19 oktober 1892 door mgr. P.M. Snickers, aartsbisschop van Utrecht, geconsacreerd. Naast het patrocinium van het Heilig Kruis kwam nu ook het patronaat van de heilige Antonius van Padua.
De kerk kreeg al gauw de koosnaam 'De Kathedraal van Salland'. In 1955 zijn de wijzerplaten boven de galmgaten aangebracht en een vierde wijzerplaat aangebracht aan de zijde van het schip van de kerk. Om lekkages te voorkomen zijn in 1966 de dakkapellen verdwenen door er een plat dak overheen te plaatsen. De kerk is in 1974 op de monumentenlijst geplaatst. Ook in dat jaar werd het carillon in de 79 meter hoge toren van de kerk in gebruik genomen.

## Verheffing tot basiliek

Aan het kerkgebouw is door de Romeinse Congregatie voor de Goddelijke Eredienst op 25 april 1992 de eretitel van basilica minor toegekend. Kardinaal Simonis heeft de verheffing tot basiliek geproclameerd in de viering rond het honderdjarig bestaan van de kerk. Op 12 januari 1993 werd een wapen verleend met de beschrijving: "Doorsneden; I in sabel, schuingekruist een conopeum van goud, waarvan het scherm gebaand van goud en keel, met volants van hetzelfde, om en om, en een tintannabulum van goud, waarin een klokje van zilver; II gedeeld; a in azuur , een latijns klaverkruis van goud; b in sabel een kruis, in elk kwartier vergezeld van een korenaar, alles van goud. Devies : IN HOC SIGNO VINCES in zwarte letters op een wit lint." In a het wapen van Raalte.
Sint-Georgiusbasiliek (Almelo) · Co-kathedrale basiliek van de Heilige Nicolaas (Amsterdam) · Sint-Franciscusbasiliek (Bolsward) · Sint-Petrusbasiliek (Boxmeer) · Sint-Petrusbasiliek (Boxtel) · Sint-Janskathedraal (Den Bosch) · Sint-Calixtusbasiliek (Groenlo) · Kathedrale basiliek Sint Bavo (Haarlem) · Sint-Lambertusbasiliek (Hengelo Ov) · Sint-Willibrordusbasiliek (Hulst) · Sint-Nicolaasbasiliek (IJsselstein) · Sint-Jansbasiliek (Laren NH) · Onze-Lieve-Vrouwebasiliek (Maastricht) · Sint-Servaasbasiliek (Maastricht) · Basiliek van het H. Sacrament (Meerssen) · Sint-Petrusbasiliek (Oirschot) · Sint-Plechelmusbasiliek (Oldenzaal) · Sint-Jansbasiliek (Oosterhout NB) · Basiliek van de H.H. Agatha en Barbara (Oudenbosch) · Basiliek van de Heilige Kruisverheffing (Raalte) · Sint-Liduinabasiliek (Schiedam) · Basiliek van de H.H. Wiro, Plechelmus en Otgerus (Sint Odiliënberg)  · Basiliek van Onze-Lieve-Vrouw van het Heilig Hart (Sittard) · Sint-Amelbergabasiliek (Susteren) · Sint-Pancratiusbasiliek (Tubbergen) · Sint-Martinusbasiliek (Venlo) · Basiliek van Onze-Lieve-Vrouw-ten-Hemelopneming (Zwolle)